# The Ultimate Fighter: Team Hughes vs. Team Serra Finale
The Ultimate Fighter: Team Hughes vs. Team Serra Finale（ジ・アルティメット・ファイター：チーム・ヒューズ・バーサス・チーム・セラ・フィナーレ、別名The Ultimate Fighter 6 Finale）は、アメリカ合衆国の総合格闘技団体「UFC」の大会の一つ。本大会はリアリティ番組「The Ultimate Fighter」シーズン6のフィナーレとして、2007年12月8日、ネバダ州ラスベガスのザ・パールで開催された。

## 大会概要
メインイベントではロジャー・ウエルタがクレイ・グイダからチョークスリーパーで一本勝ちを収めた。
TUFシーズン6ウェルター級トーナメントはマック・ダンジグが優勝した。
キャリア6戦無敗のベン・ソーンダースがUFCデビュー。

## 試合結果

### プレリミナリィカード
第1試合 ウェルター級 5分3R
○  ジョナサン・グレ vs.  ポール・ジョージエフ ×
1R 4:42 TKO（レフェリーストップ：チョークスリーパー）
第2試合 ウェルター級 5分3R
○  ローマン・ミティチャン vs.  ドリアン・プライス ×
1R 0:23 アキレス腱固め
第3試合 ウェルター級 5分3R
○  マット・アローヨ vs.  ジョン・コロスキー ×
1R 4:42 腕ひしぎ十字固め
第4試合 ウェルター級 5分3R
○  トロイ・マンダロニス vs.  リッチー・ハイタワー ×
1R 4:20 TKO（レフェリーストップ）

### メインカード
第5試合 ウェルター級 5分3R
○  ベン・ソーンダース vs.  ダン・バレラ ×
3R終了 判定3-0（30-27、29-28、30-27）
第6試合 ウェルター級 5分3R
○  ジョージ・ソテロポロス vs.  ビリー・マイルズ ×
1R 1:36 チョークスリーパー
第7試合 ウェルター級 5分3R
○  ジョン・コッペンヘイヴァー vs.  ジャレッド・ローリンズ ×
3R 2:01 TKO（レフェリーストップ：パウンド）
第8試合 TUF 6ウェルター級トーナメント 決勝戦 5分3R
○  マック・ダンジグ vs.  トミー・スピアー ×
1R 2:01 チョークスリーパー
※ダンジグがトーナメント優勝。
第9試合 ライト級 5分3R
○  ロジャー・ウエルタ vs.  クレイ・グイダ ×
3R 0:51 チョークスリーパー

### 各賞
ファイト・オブ・ザ・ナイト： ロジャー・ウエルタ vs. クレイ・グイダ、ジョン・コッペンヘイヴァー vs. ジャレッド・ローリンズ
ノックアウト・オブ・ザ・ナイト： ジョン・コッペンヘイヴァー
サブミッション・オブ・ザ・ナイト： マット・アローヨ
各選手にはボーナスとして30,000ドルが支給された。